# Михайло (Пашковський)
Миха́йло Пашко́вський гербу Задора (пол. Michał Paszkowski herbu Zadora; бл. 1618 ― 1670) ― василіянин, титулярний архієпископ смоленський Руської унійної церкви, архимандрит Кобринський.

## Життєпис
У 1633—1635 роках навчався в єзуїтській колегії в Браунсберзі (прибув на студії 5 вересня 1633, від'їхав 2 вересня 1635), продовжив навчання в Папській колегії у Вільні (листопад 1635 — серпень 1637).
Номінований на Смоленського архиєпископа і висвячений в сан 1666 року, а 3 серпня 1668 отримав додатково Кобринську архімандрію.